# Umor (kan)
Umor (bolgarsko: Умор [Umor]), bolgarski vladar leta 766 ali 765. Datuma rojstva in smrti nista znana.
Imenik bolgarskih kanov navaja, da je vladal samo 40 dni in da je bil iz rodu Ukil (Vokil). To pomeni, da je bil Vinehov in morda Kormisošev sorodnik. Bizantinski viri omenjajo, da je njegov predhodnik Savin prepustil Bolgarijo Umorju, ne opisujejo pa podrobnosti Umorjevega kratkega vladanja in njegove usode. Nekateri poznavalci domnevajo, da je bil, tako kot njegov predhodnik, žrtev spravne politike do Bizantincev in je zato pobegnil v Bizantinsko cesarstvo. 
Džagfar tarihi (Zgodovina Džagfarja), zbirka zgodovinskih dokumentov Volških Bolgarov iz 17. stoletja, katere verodostojnost je sporna, omenja Jumarta (se pravi Umorja) kot tasta bivšega vladarja Saina (se pravi Savina). Jumart je Saina odstavil in kmalu zatem umrl.